# Maria Amalia của Napoli và Sicilia
Maria Amalia của Napoli và Sicilia hoặc Maria Amalia của Hai Sicilie (tiếng Ý: Maria Amalia di Borbone-Due Sicilie; tiếng Pháp: Marie-Amélie de Bourbon-Siciles; 26 tháng 4 năm 1782 – 24 tháng 3 năm 1866) là Vương hậu cuối cùng của chế độ quân chủ Pháp thông qua cuộc hôn nhân với Louis-Philippe I của Pháp.

## Đầu đời

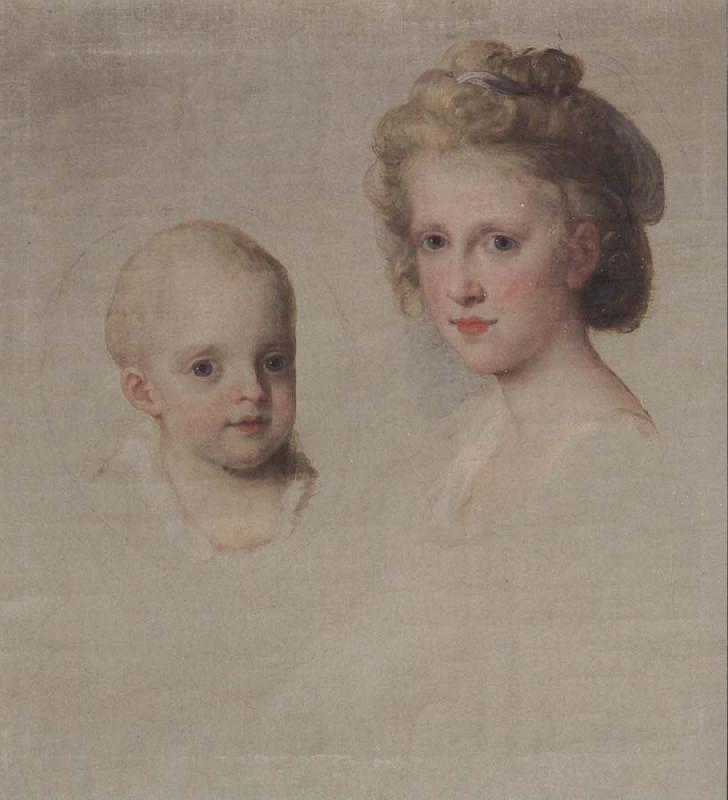
Maria Amalia (trái) với chị gái Maria Luisa, bởi Angelica Kauffmann, 1782.

Maria Amalia sinh ngày 26 tháng 4 năm 1782 tại Cung điện Caserta nằm ở phía ngoài Napoli. Bà là người con thứ mười trong số mười tám người con của Ferdinando I của Hai Sicilie và Maria Karolina của Áo.
Khi còn là Vương nữ Ý, Maria Amalia được giáo dục theo truyền thống Công giáo, điều dường như đã ảnh hưởng sâu sắc đến vị Vương nữ. Vương hậu Maria Karolina, giống như bà ngoại là Hoàng hậu Maria Theresia, đã nỗ lực để trở thành một phần trong cuộc sống của con gái, mặc dù Vương nữ được phó mẫu Vincenza Rizzi chăm sóc hàng ngày. Khi Maria Amalia còn nhỏ, mẹ bà và người dì Maria Antonia đã sắp xếp cuộc hôn nhân cho bà với em họ là Louis-Joseph, vị vua tương lai của nước Pháp. Tuy nhiên, Louis-Joseph lại qua đời vào năm 1789.
Từ khi còn nhỏ, Maria Amalia đã phải đối mặt với sự hỗn loạn và biến động, với cái chết của người dì Maria Antonia trong cuộc Cách mạng Pháp và những hành động của mẹ bà là Maria Karolina đã khắc sâu những biến cố vào ký ức của bà. Trong thời kỳ bùng nổ của Cách mạng Pháp năm 1789, triều đình Napoli đã không tỏ ra phản đối phong trào. Khi chế độ quân chủ Pháp bị bãi bỏ và Maria Antonia cùng Louis XVI bị hành quyết, cha mẹ của Maria Amalia đã tham gia Liên minh thứ nhất chống lại Pháp vào năm 1793. Mặc dù hòa bình đã được lập lại tại Pháp vào năm 1796, nhưng xung đột lại nổ ra một lần nữa vào năm 1798 và vương thất buộc phải chạy trốn đến Vương quốc Sicilia. Họ rời khỏi Napoli vào ngày 21 tháng 12 năm 1798 trên tàu HMS Vanguard, một tàu của Hải quân Hoàng gia Anh được bảo vệ bởi hai tàu chiến Napoli. Maria Amalia dành những năm 1800 đến năm 1802 với mẹ tại Áo, và cuối cùng trở về nước trong năm đó. Sau cuộc xâm lược Napoli của Napoléon vào năm 1806, vương thất một lần nữa buộc phải chạy trốn đến Sicilia và họ tiếp tục định cư tại Palermo dưới sự bảo vệ của quân đội Anh.
Trong thời gian lưu vong, Maria Amalia gặp người chồng tương lai của mình là Louis-Philippe d'Orléans, người cũng buộc phải rời khỏi quê hương của mình tại Pháp do những biến động chính trị của Cách mạng Pháp và sự trỗi dậy của Napoléon. Cha của Louis-Philippe là Louis Philippe II, vị Công tước xứ Orléans tiền nhiệm đã bị chém đầu trong cuộc cách mạng, mặc dù ông lại là người ủng hộ Cách mạng Pháp mạng trong những năm đầu tiên.
Hai người kết hôn vào năm 1809, ba năm sau khi họ gặp nhau tại Ý, và buổi lễ được tổ chức tại Palermo vào ngày 25 tháng 11 năm 1809. Ngay sau đó Maria Amalia trở thành Công tước phu nhân xứ Orléans. Cuộc hôn nhân của Maria Amalia được coi là gây tranh cãi vì bà là cháu gái của Maria Antonia, trong khi Louis-Philippe là con trai của người được cho là đã góp phần vào vụ hành quyết người dì của bà. Maria Karolina cũng hoài nghi về cuộc hôn nhân vì lý do tương tự, nhưng bà đã chấp nhận sau khi Louis-Philippe thuyết phục rằng ông sẽ quyết tâm bù đắp cho những sai lầm của cha mình, và sau khi ông đồng ý trả lời mọi câu hỏi liên quan đến Louis Philippe II.

## Công tước phu nhân xứ Orléans

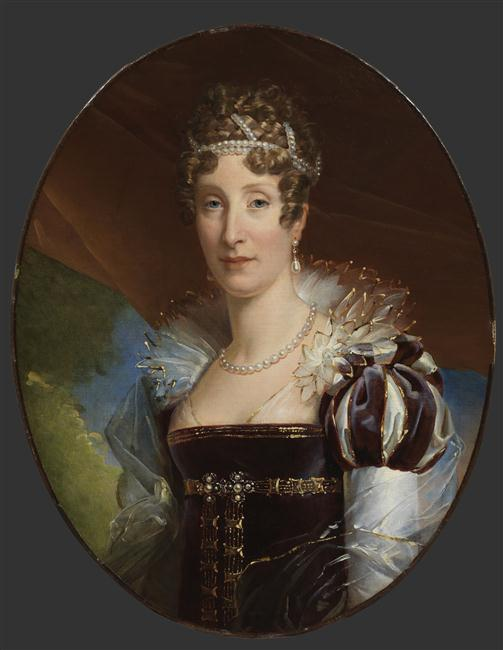
Maria Amalia, bởi François Gérard, 1819

Trong những năm đầu sau khi kết hôn, Maria Amalia và Louis-Philippe sống dưới sự bảo vệ của người Anh tại Palermo, trong cung điện Palazzo Orléans do cha của Maria Amalia trao tặng.
Maria Amalia đến Pháp cùng người chồng mới vào năm 1814, nơi bà cố gắng xây dựng một mái ấm với gia đình đang ngày một đông đúc của mình, nhưng với sự trở lại ngắn ngủi của Napoléon, bà buộc phải chạy trốn một lần nữa. Trước khi Louis-Philippe lên nắm quyền, ông và Maria Amalia phải đối mặt với vấn đề tiền bạc dai dẳng do thực tế họ không có thu nhập nào ngoài số tiền được trao tặng bởi Vương quyền Anh. Gia đình của Maria Amalia được phép quay trở lại Pháp vào năm 1817.
Trong thời gian gia đình Orléans ở Pháp trước khi Louis-Philippe lên ngôi, họ sống tại Palais-Royal, nơi từng là nhà của cha chồng Maria Amalia. Bất chấp những lo lắng về tiền bạc, ngôi nhà vẫn được khôi phục lại vẻ lộng lẫy ban đầu với chi phí cho hai vợ chồng là mười một triệu franc. Trong nhiệm kỳ với tư cách là Công tước và Công tước phu nhân xứ Orléans, Louis-Philippe đã biến Palais-Royal thành trung tâm của giới thượng lưu Paris khi giới quý tộc thấy triều đình hoàng gia, khi đó được tổ chức theo nghi thức l'ancien regime-etiquette quá cứng nhắc. Tuy nhiên, em dâu của Maria Amalia là Madame Adélaïde mới được coi là chủ nhà tại Palais-Royal, trong khi Maria Amalia được mô tả là một người nghiêm trang nhưng ít nói và khép kín. Năm 1825, Công tước và Công tước phu nhân gặp chị gái và anh rể là Vua và Vương hậu Sardegna tại Chambéry, và vào tháng 5 năm 1830, họ tiếp đón anh trai và chị dâu là Vua và Vương hậu của Hai Sicilie tại Palais-Royal.

## Nhiệm kỳ làm Vương hậu
Sau sự kiện Cách mạng tháng Bảy năm 1830, Louis-Philippe trở thành vua của nước Pháp với Maria Amalia là vương hậu của chế độ Quân chủ tháng Bảy. Maria Amalia không chấp thuận việc Louis-Philippe chấp nhận ngai vàng, và được cho là đã mô tả nó như một tai ương.
Khi hỗn loạn xảy ra sau việc ban hành Sắc lệnh năm 1830 và sự bùng nổ của cuộc cách mạng tháng Bảy tại Paris thì gia đình Orléans đang ở Château de Neuilly. Em dâu của Maria Amalia là Adélaïde thuyết phục Louis-Philippe rằng đã đến lúc ông tự đặt mình vào vị trí lãnh đạo phe đối lập chống lại chế độ quân chủ chuyên chế của Charles X, và tự giới thiệu mình là ứng cử viên của chế độ quân chủ lập hiến, nằm giữa chế độ quân chủ chuyên chế không được lòng dân và chế độ cộng hòa. Adélaïde đã đánh bại quan điểm của Maria Amalia, người trung thành với vương tộc Bourbon đang trị vì nước Pháp. Khi có tin đồn rằng những người theo chủ nghĩa bảo hoàng sẽ bắt giữ Louis-Philippe, ông đã di tản đến Raincy và những đứa con của ông được gửi đến Villers-Cotterêts, tuy nhiên Adélaïde và Maria Amalia vẫn ở lại Neuilly. Khi một phái đoàn đến Neuilly và đề nghị trao vương miện cho Louis-Philippe, Maria Amalia từ chối lời đề nghị thay mặt cho bản thân và chồng, chỉ trích Ary Scheffer và Adolphe Thiers vì đã xúc phạm họ khi đưa ra lời đề nghị này. Tuy nhiên, Adélaïde đã chấp nhận với lý lẽ rằng anh trai bà sẽ làm bất cứ điều gì để ngăn chặn đất nước mà ông yêu quý khỏi tình trạng hỗn loạn. Thiers chấp nhận câu trả lời của Adélaïde thay vì câu trả lời của Maria Amalia với lời lẽ: "Thưa bà, bà đã trao lại vương miện cho gia đình mình". Sau đó, có thêm những cuộc viếng thăm khác của những người yêu cầu Louis-Philippe nhận vương miện, và Maria Amalia trả lời họ rằng Louis-Philippe là một người trung thực và do đó không thể làm như vậy, trong khi Adélaïde phản bác lại bằng cách tuyên bố rằng lời đề nghị nên được đưa ra cho Louis-Philippe bởi viện đại biểu; và nếu ông do dự, bà sẽ đích thân đến Paris và nhận vương miện thay cho anh trai. Ngay sau đó, Hạ nghị viện đã triệu tập Louis-Philippe đến Paris để chính thức trình bày lời đề nghị. Ông được phán đoán là đã chấp nhận vương miện phần lớn là vì Adélaïde.

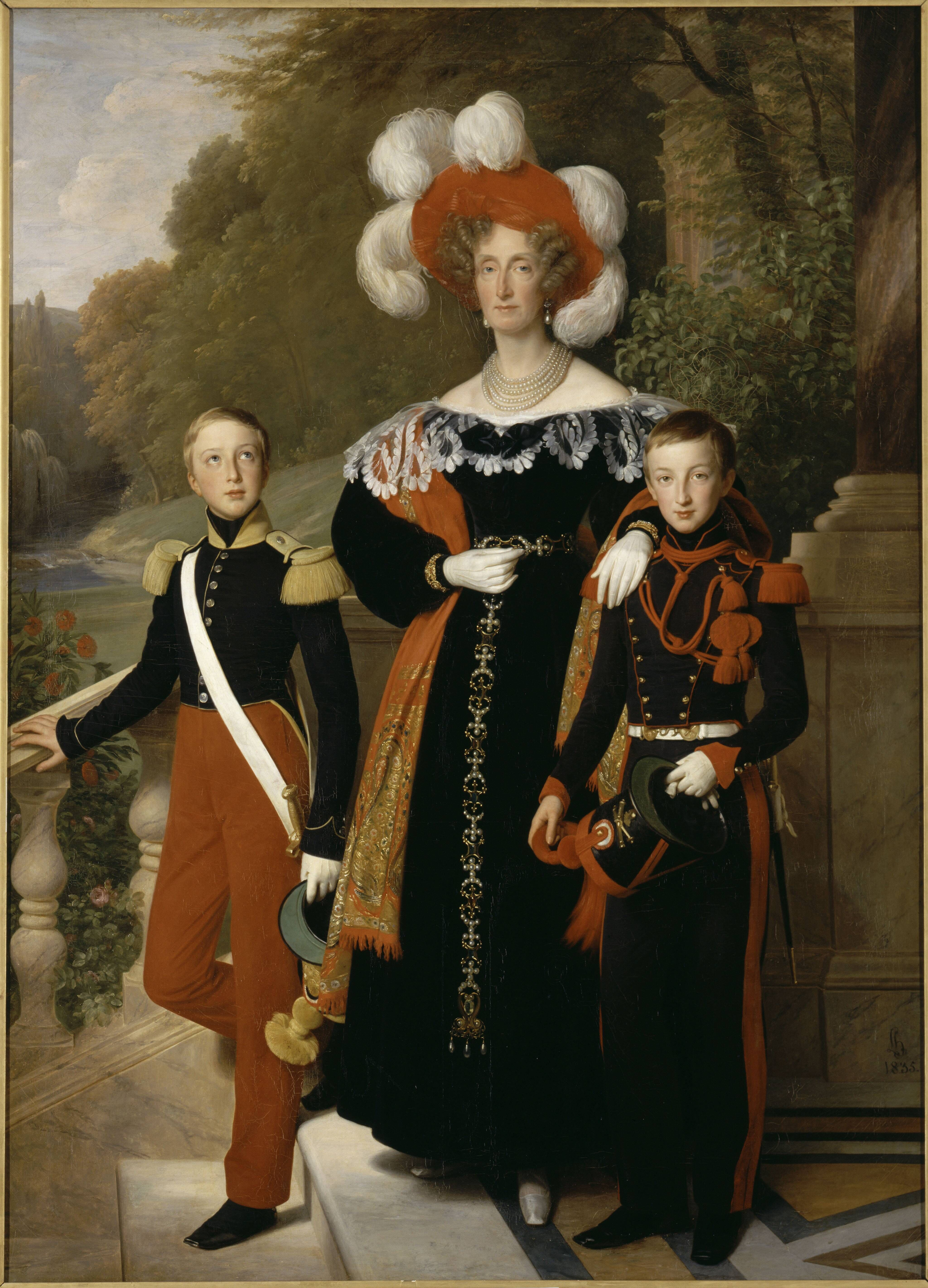
Chân dung của Maria Amalia của Napoli và Sicilia, bởi Louis Hersent (khoảng năm 1835).

Khi tin tức Louis-Philippe chấp nhận ngai vàng lan ra, Maria Amalia được cho là đã khóc và nức nở: "Thật là một thảm họa! Họ sẽ gọi chồng ta là kẻ cướp ngôi!" Bà từ chối trở về Paris cùng các con trên một cỗ xe ngựa mui trần vì điều này sẽ tạo ra ấn tượng về sự chiến thắng. Khi Maria Amalia đến Palais-Royal, lúc đó đã mở cửa rộng rãi cho công chúng, họ nhận thấy bà trông như thể vừa khóc và điều này gây ra sự chú ý. Maria Amalia và em dâu cũng đến thăm những người bị thương trong cuộc cách mạng và hỗ trợ họ về mặt tài chính.
Maria Amalia không thấy lợi ích gì từ tước vị, mà chỉ thấy sự phá hoại đối với cuộc sống yên bình và sự bất an cho gia đình bà. Tuy nhiên, Maria Amalia kết luận là vì Chúa đã ban cho họ vương quyền, nên họ phải làm tốt nhất có thể: "Vì theo ý Chúa, Vương miện gai này đã được đặt lên đầu chúng ta, chúng ta phải chấp nhận nó cùng với những bổn phận đi kèm". Vào ngày 6 tháng 8 năm 1830, Maria Amalia và em dâu đã có mặt tại lễ đài trong buổi lễ tại phòng khi Louis-Philippe được tuyên bố là Vua của nước Pháp. Bản thân Maria Amalia chưa bao giờ được vinh danh bằng bất kỳ nghi lễ chính thức nào, mặc dù bà tự động được trao tặng tước hiệu Vương hậu của nước Pháp.
Dù phải miễn cưỡng chấp nhận tước vị, nhưng Maria Amalia lại coi đó là bổn phận khi phải giữ lấy tước vị vì Chúa đã ban cho mình. Trong cuộc Cách mạng năm 1848, Maria Amalia đã cố gắng buộc Louis-Philippe nắm quyền kiểm soát quân đội, tập hợp Vệ binh Quốc gia, dập tắt các cuộc bạo loạn trên đường phố và bảo vệ ngai vàng bằng cả mạng sống. Louis-Philippe không trả lời Maria Amalia mà chỉ yêu cầu bà hãy tin vào phán đoán của ông. Khi đám đông tiến về Tuileries, Louis-Philippe được các bộ trưởng thuyết phục phải chạy trốn và ông đã ký lệnh thoái vị để truyền ngôi cho cháu trai mình, bất chấp sự đồng thuận của Maria Amalia. Khi gia đình họ rời khỏi cung điện, Maria Amalia đã quay sang bộ trưởng Thiers và bình luận: "Ôi Monsieur, ngài thật không xứng đáng với vị vua tốt như vậy!"
Gia đình hoàng gia rời đi trong hoàn cảnh khá hỗn loạn, Maria Amalia đã ngất xỉu và bà phải được đỡ lên xe ngựa. Cặp đôi đi cùng con trai là Antoine, Công tước xứ Montpensier; con dâu là Công tước phu nhân xứ Nemours; con gái là Clémentine và chồng cùng với sáu người cháu. Trong khi đó, người vợ góa của con trai cả Ferdinand Philippe là Helene xứ Mecklenburg-Schwerin và các cháu trai ở lại cung điện cùng với Công tước xứ Nemours để đấu tranh giành quyền kế vị ngai vàng cho cháu trai họ là Bá tước xứ Paris.
Gia đình của Maria Amalia rời Paris đến Saint-Cloud và từ đó đến Dreux, nơi họ chia tay và đi đến Anh theo các nhóm khác nhau. Maria Amalia và Louis-Philippe sống một thời gian trong ngôi nhà của một người bạn tại Honfleur, trước khi họ bí mật rời đi từ Le Havre đến Newhaven, Anh.

## Lưu vong và qua đời

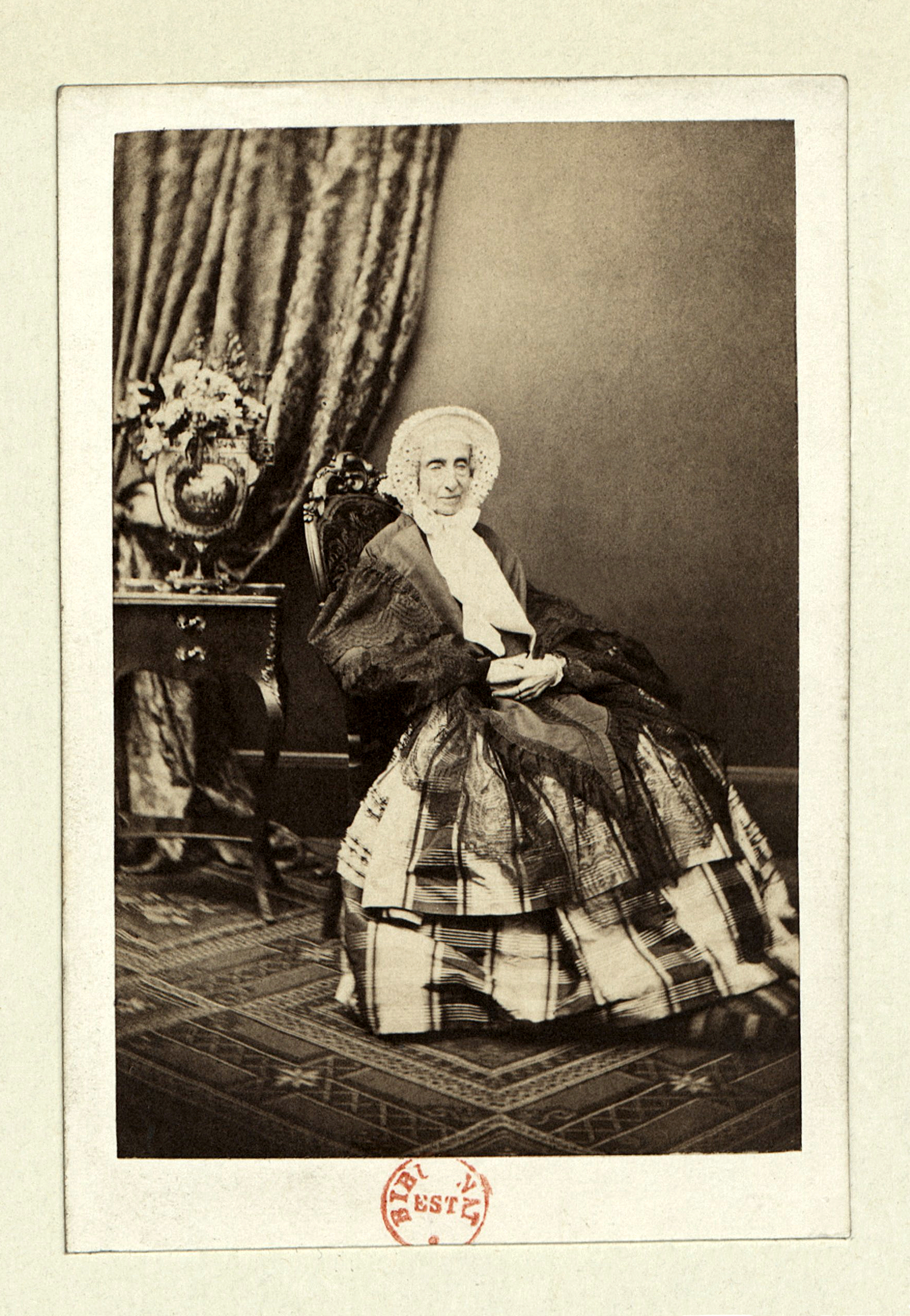
Bức ảnh của Maria Amalia khi về già bởi Antoine Claudet, k. 1860–66

Tại Anh, Louis-Philippe và Maria Amalia được Nữ vương Victoria chào đón nồng nhiệt và cho phép họ sống tại Nhà Claremont ở Surrey trọn đời. Vì nhà nước Pháp đã quyết định không tịch thu tài sản của hai vợ chồng nên họ không gặp phải vấn đề về tiền bạc.
Louis-Philippe qua đời hai năm sau đó. Sau cái chết của chồng, Maria Amalia vẫn tiếp tục sống tại Anh, nơi bà tham dự Thánh lễ hàng ngày và được Nữ vương Victoria biết đến. Bà dành những năm còn lại sống một cuộc sống riêng tư với gia đình và được hầu hết các con ở bên cạnh, ngoại trừ Công tước xứ Montpensier. Maria Amalia coi nhánh trưởng của vương tộc Bourbon có quyền lực lớn hơn đối với ngai vàng của Pháp, và bà ủng hộ con trai mình là Công tước xứ Nemours hòa giải với người đứng đầu dòng họ Bourbon trưởng là Henri, Bá tước xứ Chambord thay mặt cho dòng họ Orléans. Trước khi qua đời, Maria Amalia đã yêu cầu được gọi là Công tước phu nhân xứ Orléans trên bia mộ thay vì Vương hậu nước Pháp.
Maria Amalia qua đời vào ngày 24 tháng 3 năm 1866, thọ 83 tuổi và là người cháu cuối cùng còn sống của Hoàng hậu Maria Theresia của Áo. Sau khi qua đời, chiếc váy mà Maria Amalia giữ từ năm 1848 khi Louis-Philippe rời khỏi Pháp đã được mặc cho bà theo như nguyện vọng cuối cùng.

## Con cái
| Tên                               | Chân dung | Sinh - Mất                                 | Ghi chú |
| --------------------------------- | --------- | ------------------------------------------ | --- |
| Ferdinand, Công tước xứ Orléans   |           | 3 tháng 9 năm 1810 – 13 tháng 7 năm 1842   | Kết hôn với Helene xứ Mecklenburg-Schwerin, có con cái.                                                      |
| Louise d'Orléans                  |           | 3 tháng 4 năm 1812 – 11 tháng 10 năm 1850  | Kết hôn với Léopold I của Bỉ, có con cái.                                                                    |
| Marie d'Orléans                   |           | 12 tháng 4 năm 1813 – 6 tháng 1 năm 1839   | Kết hôn với Alexander xứ Württemberg, có con cái.                                                            |
| Louis, Công tước xứ Nemours       |           | 25 tháng 10 năm 1814 – 26 tháng 6 năm 1896 | Kết hôn với Viktoria xứ Sachsen-Coburg và Gotha, có con cái.                                                 |
| Françoise d'Orléans               |           | 26 tháng 3 năm 1816 – 20 tháng 5 năm 1818  | Qua đời năm hai tuổi. Được rửa tội vào ngày 20 tháng 7 năm 1816, với Hoàng đế Franz I của Áo làm cha đỡ đầu. |
| Clémentine d'Orléans              |           | 6 tháng 3 năm 1817 – 16 tháng 2 năm 1907   | Kết hôn với August xứ Sachsen-Coburg và Gotha, có con cái.                                                   |
| François, Thân vương xứ Joinville |           | 14 tháng 8 năm 1818 – 16 tháng 6 năm 1900  | Kết hôn với Francisca của Brasil, có con cái.                                                                |
| Charles, Công tước xứ Penthièvre  |           | 1 tháng 1 năm 1820 – 25 tháng 7 năm 1828   | Qua đời năm tám tuổi.                                                                                        |
| Henri, Công tước xứ Aumale        |           | 16 tháng 1 năm 1822 – 7 tháng 5 năm 1897   | Kết hôn với Maria Carolina Augusta của Hai Sicilie, có con cái.                                              |
| Antoine, Công tước xứ Montpensier |           | 31 tháng 7 năm 1824 – 4 tháng 2 năm 1890   | Kết hôn với Luisa Fernanda của Tây Ban Nha, có con cái.                                                      |

## Tổ tiên
| \| \| \| \| \| \| \| \| \| \| \| 8. Felipe V của Tây Ban Nha \| \| \| \| \| \| \| \| \| \| \| \| \| \| \| \| \| \| \| \| \| \| \| \| \| \| \| \| \| \| \| \| \| \| \| \| \| \| \| \| \| \| \| \| \| \| \| \| \| \| \| 4. Carlos III của Tây Ban Nha \| \| \| \| \| \| \| \| \| \| \| \| \| \| \| \| \| \| \| \| \| \| \| \| \| \| \| \| \| \| \| \| \| \| \| \| \| \| \| \| \| \| \| \| \| \| \| \| \| \| \| \| \| \| \| \| \| \| \| \| 9. Elisabetta Farnese \| \| \| \| \| \| \| \| \| \| \| \| \| \| \| \| \| \| \| \| \| \| \| \| \| \| \| \| \| \| \| \| \| \| \| \| \| \| \| \| \| \| \| \| \| \| \| \| \| \| \| \| \| \| \| \| \| \| \| \| 2. Ferdinando I của Hai Sicilie \| \| \| \| \| \| \| \| \| \| \| \| \| \| \| \| \| \| \| \| \| \| \| \| \| \| \| \| \| \| \| \| \| \| \| \| \| \| \| \| \| \| \| \| \| \| \| \| \| \| \| \| \| \| \| \| \| \| \| \| 10. August III của Ba Lan \| \| \| \| \| \| \| \| \| \| \| \| \| \| \| \| \| \| \| \| \| \| \| \| \| \| \| \| \| \| \| \| \| \| \| \| \| \| \| \| \| \| \| \| \| \| \| \| \| \| \| \| \| \| \| \| \| \| \| \| 5. Maria Amalia của Sachsen \| \| \| \| \| \| \| \| \| \| \| \| \| \| \| \| \| \| \| \| \| \| \| \| \| \| \| \| \| \| \| \| \| \| \| \| \| \| \| \| \| \| \| \| \| \| \| \| \| \| \| \| \| \| \| \| \| \| \| \| 11. Maria Josepha Benedikta của Áo \| \| \| \| \| \| \| \| \| \| \| \| \| \| \| \| \| \| \| \| \| \| \| \| \| \| \| \| \| \| \| \| \| \| \| \| \| \| \| \| \| \| \| \| \| \| \| \| \| \| \| \| \| \| \| \| \| \| \| \| 1. Maria Amalia của Napoli và Sicilia \| \| \| \| \| \| \| \| \| \| \| \| \| \| \| \| \| \| \| \| \| \| \| \| \| \| \| \| \| \| \| \| \| \| \| \| \| \| \| \| \| \| \| \| \| \| \| \| \| \| \| \| \| \| \| \| \| \| \| \| 12. Leopold, Công tước xứ Lothringen \| \| \| \| \| \| \| \| \| \| \| \| \| \| \| \| \| \| \| \| \| \| \| \| \| \| \| \| \| \| \| \| \| \| \| \| \| \| \| \| \| \| \| \| \| \| \| \| \| \| \| \| \| \| \| \| \| \| \| \| 6. Franz I của Thánh chế La Mã \| \| \| \| \| \| \| \| \| \| \| \| \| \| \| \| \| \| \| \| \| \| \| \| \| \| \| \| \| \| \| \| \| \| \| \| \| \| \| \| \| \| \| \| \| \| \| \| \| \| \| \| \| \| \| \| \| \| \| \| 13. Élisabeth Charlotte của Orléans \| \| \| \| \| \| \| \| \| \| \| \| \| \| \| \| \| \| \| \| \| \| \| \| \| \| \| \| \| \| \| \| \| \| \| \| \| \| \| \| \| \| \| \| \| \| \| \| \| \| \| \| \| \| \| \| \| \| \| \| 3. Maria Karolina của Áo \| \| \| \| \| \| \| \| \| \| \| \| \| \| \| \| \| \| \| \| \| \| \| \| \| \| \| \| \| \| \| \| \| \| \| \| \| \| \| \| \| \| \| \| \| \| \| \| \| \| \| \| \| \| \| \| \| \| \| \| 14. Karl VI của Thánh chế La Mã \| \| \| \| \| \| \| \| \| \| \| \| \| \| \| \| \| \| \| \| \| \| \| \| \| \| \| \| \| \| \| \| \| \| \| \| \| \| \| \| \| \| \| \| \| \| \| \| \| \| \| \| \| \| \| \| \| \| \| \| 7. Maria Theresia của Áo \| \| \| \| \| \| \| \| \| \| \| \| \| \| \| \| \| \| \| \| \| \| \| \| \| \| \| \| \| \| \| \| \| \| \| \| \| \| \| \| \| \| \| \| \| \| \| \| \| \| \| \| \| \| \| \| \| \| \| \| 15. Elisabeth Christine xứ Braunschweig-Wolfenbüttel \| \| \| \| \| \| \| \| \| \| \| \| \| \| \| \| \| \| \| \| \| \| \| \| \| \| \| \| \| \| \| \| \| \| \| \| \| \| \| \| \| \| \| |                                                      |  |  |  |  |  |  |  |  |                             |  |  |  |
| |                                                      |  |  |  |  |  |  |  |  | 8. Felipe V của Tây Ban Nha |  |  |  |
| |                                                      |  |  |  |  |  |  |  |  |                             |  |  |  |
| |                                                      |  |  |  |  |  |  |  |  |                             |  |  |  |
| |                                                      |  |  |  |  |  |  |  |  |                             |  |  |  |
| | 4. Carlos III của Tây Ban Nha                        |  |  |  |  |  |  |  |  |                             |  |  |  |
| |                                                      |  |  |  |  |  |  |  |  |                             |  |  |  |
| |                                                      |  |  |  |  |  |  |  |  |                             |  |  |  |
| |                                                      |  |  |  |  |  |  |  |  |                             |  |  |  |
| | 9. Elisabetta Farnese                                |  |  |  |  |  |  |  |  |                             |  |  |  |
| |                                                      |  |  |  |  |  |  |  |  |                             |  |  |  |
| |                                                      |  |  |  |  |  |  |  |  |                             |  |  |  |
| |                                                      |  |  |  |  |  |  |  |  |                             |  |  |  |
| | 2. Ferdinando I của Hai Sicilie                      |  |  |  |  |  |  |  |  |                             |  |  |  |
| |                                                      |  |  |  |  |  |  |  |  |                             |  |  |  |
| |                                                      |  |  |  |  |  |  |  |  |                             |  |  |  |
| |                                                      |  |  |  |  |  |  |  |  |                             |  |  |  |
| | 10. August III của Ba Lan                            |  |  |  |  |  |  |  |  |                             |  |  |  |
| |                                                      |  |  |  |  |  |  |  |  |                             |  |  |  |
| |                                                      |  |  |  |  |  |  |  |  |                             |  |  |  |
| |                                                      |  |  |  |  |  |  |  |  |                             |  |  |  |
| | 5. Maria Amalia của Sachsen                          |  |  |  |  |  |  |  |  |                             |  |  |  |
| |                                                      |  |  |  |  |  |  |  |  |                             |  |  |  |
| |                                                      |  |  |  |  |  |  |  |  |                             |  |  |  |
| |                                                      |  |  |  |  |  |  |  |  |                             |  |  |  |
| | 11. Maria Josepha Benedikta của Áo                   |  |  |  |  |  |  |  |  |                             |  |  |  |
| |                                                      |  |  |  |  |  |  |  |  |                             |  |  |  |
| |                                                      |  |  |  |  |  |  |  |  |                             |  |  |  |
| |                                                      |  |  |  |  |  |  |  |  |                             |  |  |  |
| | 1. Maria Amalia của Napoli và Sicilia                |  |  |  |  |  |  |  |  |                             |  |  |  |
| |                                                      |  |  |  |  |  |  |  |  |                             |  |  |  |
| |                                                      |  |  |  |  |  |  |  |  |                             |  |  |  |
| |                                                      |  |  |  |  |  |  |  |  |                             |  |  |  |
| | 12. Leopold, Công tước xứ Lothringen                 |  |  |  |  |  |  |  |  |                             |  |  |  |
| |                                                      |  |  |  |  |  |  |  |  |                             |  |  |  |
| |                                                      |  |  |  |  |  |  |  |  |                             |  |  |  |
| |                                                      |  |  |  |  |  |  |  |  |                             |  |  |  |
| | 6. Franz I của Thánh chế La Mã                       |  |  |  |  |  |  |  |  |                             |  |  |  |
| |                                                      |  |  |  |  |  |  |  |  |                             |  |  |  |
| |                                                      |  |  |  |  |  |  |  |  |                             |  |  |  |
| |                                                      |  |  |  |  |  |  |  |  |                             |  |  |  |
| | 13. Élisabeth Charlotte của Orléans                  |  |  |  |  |  |  |  |  |                             |  |  |  |
| |                                                      |  |  |  |  |  |  |  |  |                             |  |  |  |
| |                                                      |  |  |  |  |  |  |  |  |                             |  |  |  |
| |                                                      |  |  |  |  |  |  |  |  |                             |  |  |  |
| | 3. Maria Karolina của Áo                             |  |  |  |  |  |  |  |  |                             |  |  |  |
| |                                                      |  |  |  |  |  |  |  |  |                             |  |  |  |
| |                                                      |  |  |  |  |  |  |  |  |                             |  |  |  |
| |                                                      |  |  |  |  |  |  |  |  |                             |  |  |  |
| | 14. Karl VI của Thánh chế La Mã                      |  |  |  |  |  |  |  |  |                             |  |  |  |
| |                                                      |  |  |  |  |  |  |  |  |                             |  |  |  |
| |                                                      |  |  |  |  |  |  |  |  |                             |  |  |  |
| |                                                      |  |  |  |  |  |  |  |  |                             |  |  |  |
| | 7. Maria Theresia của Áo                             |  |  |  |  |  |  |  |  |                             |  |  |  |
| |                                                      |  |  |  |  |  |  |  |  |                             |  |  |  |
| |                                                      |  |  |  |  |  |  |  |  |                             |  |  |  |
| |                                                      |  |  |  |  |  |  |  |  |                             |  |  |  |
| | 15. Elisabeth Christine xứ Braunschweig-Wolfenbüttel |  |  |  |  |  |  |  |  |                             |  |  |  |
| |                                                      |  |  |  |  |  |  |  |  |                             |  |  |  |
| |                                                      |  |  |  |  |  |  |  |  |                             |  |  |  |